# Jungang-dong, Wonju
Jungang-dong (koreanska: 중앙동) är en stadsdel i staden Wonju i provinsen Gangwon i den centrala delen av Sydkorea, 90 km öster om huvudstaden Seoul.